# Chahar Hữu Dực Trung
kỳ Chahar Hữu Dực Trung (tiếng Mông Cổ: Caxar Baruun Garyn Dund khoshuu; giản thể: 察哈尔右翼中旗; phồn thể: 察哈爾右翼中旗; bính âm: Cháhā'ěr Yòuyì Zhōngqí, Hán Việt: Sát Cáp Nhĩ Hữu Dực Trung kỳ) là một kỳ của địa cấp thị Ulanqab (Ô Lan Sát Bố), khu tự trị Nội Mông Cổ, Trung Quốc.

### Trấn
- Khoa Bố Nhĩ (科布尔镇)
- Thiết Sa Cái (铁沙盖镇)
- Ô Tố Đồ (乌素图镇)
- Hoàng Dương Thành (黄羊城镇)
- Quảng Ích Long (广益隆镇)

### Hương
- Hoành Bàn (宏盘乡)
- Ba Âm (巴音乡)
- Đại Than (大滩乡)

### Tô mộc
- Khố Luân (库伦苏木)
- Ô Lan Cáp Hiệt (乌兰哈页苏木)